# Pesnica
Pesnica (Pößnitzhofen en allemand) est une commune située dans la région historique de la Basse-Carniole au nord-est de la Slovénie dans la région de la ville de Maribor.

## Géographie
La commune est située au nord-est de la Slovénie à quelques kilomètres au nord-ouest de la ville de Maribor, non loin de l'Autriche. La commune a été créée à la suite de plusieurs réorganisations du territoire de la commune de Maribor. La zone est située au sein de la région vallonnée du Slovenske Gorice. Elle est traversée par la rivière Pesnica, un affluent de la rivière Drave elle-même affluent du Danube. Le village de Pernica, qui appartient à la commune, accueille le lac de Pernica (Perniško jezero).

### Villages
Les localités qui composent la commune sont Dolnja Počehova, Dragučova, Drankovec, Flekušek, Gačnik, Jareninski Dol, Jareninski Vrh, Jelenče, Kušernik, Ložane, Mali Dol, Pernica, Pesnica pri Mariboru, Pesniški Dvor, Počenik, Polička vas, Polički Vrh, Ranca, Ročica, Slatenik, Spodnje Dobrenje, Spodnje Hlapje, Spodnji Jakobski Dol, Vajgen, Vosek, Vukovje, Vukovski Dol, Vukovski Vrh, Zgornje Hlapje et Zgornji Jakobski Dol.

## Démographie
Entre 1999 et 2021, la population de la commune a légèrement augmenté et est supérieure à 7 000 habitants,.
Évolution démographique
| 1999  | 2000  | 2001  | 2002  | 2003  | 2004  | 2005  | 2006  | 2007  |
| ----- | ----- | ----- | ----- | ----- | ----- | ----- | ----- | ----- |
| 7 132 | 7 190 | 7 288 | 7 330 | 7 425 | 7 481 | 7 454 | 7 482 | 7 550 |
| 2008  | 2009  | 2010  | 2011  | 2012  | 2013  | 2014  | 2015  | 2016  |
| 7 532 | 7 549 | 7 557 | 7 566 | 7 526 | 7 554 | 7 501 | 7 516 | 7 391 |
| 2017  | 2018  | 2019  | 2020  | 2021  |       |       |       |       |
| 7 365 | 7 369 | 7 331 | 7 410 | 7 508 |       |       |       |       |